# 森麻實道
森麻實道（英語：Somerset Road）是香港一條道路，位於九龍九龍塘，西起根德道，東至窩打老道。森麻實道西段是單程路，兩方入口的車輛的方向是向內再到德雲道前往歌和老街離開。
森麻實道有很多婚紗店、長者院舍、住宅、學校、公司辦公室，其中以森麻實道的耀中分校最為著名。在上學繁忙時間森麻實道十分擠塞，因該學校的學生家長駕私家車到森麻實道接子女放學／上學。另外，森麻實道近根德道段在耀中中學前面有來往中國大陸的直通車巴士站，十分多中國遊客在行人路上。此外，森麻實道與根德道交界的行人路是著名的約人地點，該處交通方便，接近九龍塘站和九龍塘公共交通交匯處。
森麻實道以英國的森麻實郡命名。

## 沿路景點
- 理想酒店（2013年結業）
- 耀中國際學校

## 途經道路
- 德雲道